# Věznice Kuřim
Věznice Kuřim se nachází na jižní Moravě v katastru města Kuřim, na okraji průmyslové zóny, deset kilometrů severně od Brna. Její počátky spadají do let 1956–1957, kdy byla pobočkou Vazební věznice Brno. Současná podoba areálu je z roku 1981. Věznice je určena pro výkon trestu odnětí svobody odsouzených mužů starších 18 let, které soud zařadil k výkonu trestu do věznice s ostrahou.
Je zde také zřízeno oddělení pro výkon trestu odnětí svobody s dozorem a specializované oddělení pro výkon trestu ochranného léčení sexuologického v ústavní formě s ostrahou. Toto specializované oddělení pro sexuální delikventy vzniklo v roce 1997 a po léčebné stránce úzce spolupracuje s externími lékaři. Jsou zde umístěni odsouzení, kterým soud uložil po vykonání trestu odnětí svobody ústavní sexuologickou léčbu. Recidivita těchto osob je pouze 2,9 %.
Celková ubytovací kapacita věznice činí 464 míst. Vězni jsou ubytováni ve společných ložnicích s průměrnou kapacitou 10 lůžek, jsou zde však i pokoje pro 4 nebo 18 odsouzených. Zabezpečení správného chodu věznice a dodržování zákonných norem zajišťuje 261 zaměstnanců, z nichž je 146 příslušníků ve služebním poměru a 115 občanských pracovníků.
Věznice vytváří podmínky pro zaměstnávání odsouzených ve středisku hospodářské činnosti, ve svém vlastním provozu a u soukromých firem. K získání a udržení pracovních návyků je nabízena i možnost brigádní práce bez nároku na odměnu při pomocných pracích pro potřeby věznice a v rukodělných dílnách. Speciálně-výchovné aktivity se uskutečňují individuální i skupinovou formou a zajišťují je specialisté z oddělení výkonu trestu. Jde o sociálně-psychologický výcvik, arteterapii, psychoterapii a terapeutické aktivity v rámci poradny drogové prevence. Součástí práce s vězni jsou i aktivity pro volný čas, například počítačový, zeměpisný, kynologický kroužek aj. Ve vězeňské knihovně je k dispozici více než 5 000 titulů. Věznice spolupracuje s nevládní neziskovou organizací Společnost Podané ruce, jejíž pracovníci poskytují služby v oblasti drogových závislostí.